# Ostrówko
Ostrówko (Duits: Ostrowken; 1938-1945: Waldbude) was en plaats in het Poolse woiwodschap Ermland-Mazurië, in het district Gołdapski. De plaats was gelegen in de stad- en landgemeente Gołdap.